# Músculo transverso superficial del periné
El músculo transverso superficial del periné ([TA]: musculus transversus perinei superficialis), es un músculo par y angosto que, como su nombre lo indica, es un músculo superficial y transversal del periné, que pasa frente al ano. Su función probablemente sea de contribuir en la fijación del núcleo fibroso del periné. Puede que también tenga un papel en la defecación al comprimir el conducto anal, y en la eyaculación. Es un músculo inervado por el nervio pudendo.

## Origen e inserción
El músculo Transversus perinei superficialis nace de fibras que se extienden de la porción interna y anterior de la tuberosidad isquiática, dirigiéndose hacia adentro. Termina en el núcleo fibroso del periné, uniéndose en ese punto con el músculo del lado opuesto, sitio donde se encuentra también con el esfínter externo del ano, por detrás, y el músculo bulboesponjoso del mismo lado. Existen numerosas variaciones, pudiendo estar ausente en ciertos individuos o estar en doble número en otros. En algunos casos el esfínter externo del ano se entrecruza en frente del ano continuándose luego con el transverso superficial del periné.

## Galería de imágenes

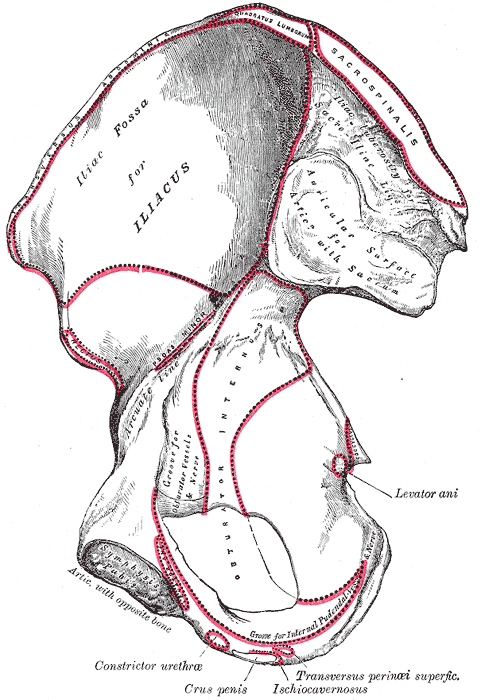
Hueso de la cadera derecha, superficie interna, mostrando el origen del músculo arriba y atrás del isquicavernoso.
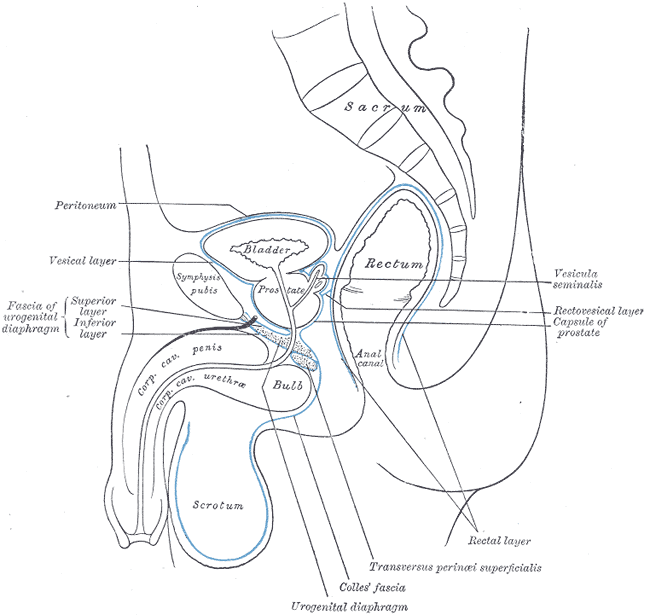
Sección sagital del pelvis, mostrando la colocación de las fascias, mostrándose el músculo transversal superficial del periné en la base del pene.